# L-500
La L-500 és una carretera antigament anomenada provincial, actualment gestionada per la Generalitat de Catalunya. La L correspon a la demarcació territorial de Lleida.
Té l'origen a la carretera N-230, en el terme del Pont de Suert, en el quilòmetre 125,5, des d'on en un 19,75 quilòmetres mena a Caldes de Boí. Passa per dos termes municipals: el Pont de Suert (antic terme municipal de Llesp) i la Vall de Boí (sempre dins de l'antic terme de Barruera.
En els seus 19,75 quilòmetres de recorregut puja 583,3 metres.
Aquesta carretera enllaça amb la L-501, en el punt quilomètric 15,65.